# Ульрих, Торбен
Торбен Ульрих (дат. Torben Ulrich; 4 октября 1928, Фредериксберг — 20 декабря 2023) — датский теннисист, джазовый кларнетист, музыкальный критик и художник, отец ударника группы Metallica Ларса Ульриха. Полуфиналист Уимблдонского турнира (1959) в мужских парах и Открытого чемпионата США (1969) в миксте, неоднократный чемпион Дании, один из основателей Ассоциации теннисистов-профессионалов, один из самых возрастных участников в истории Кубка Дэвиса.

## Спортивная карьера
Торбен Ульрих родился в 1928 году в теннисной семье — его отец Эйнер представлял Данию в Кубке Дэвиса с 1924 по 1938 год. Младший брат Торбена, Йорген, впоследствии тоже стал игроком национальной сборной и выступал за неё с 1955 по 1971 год. В 1943 году, в период немецкой оккупации Дании, отцу Торбена Эйнеру Ульриху со второй попытки удалось вывезти семью на рыболовецком судне в Швецию и таким образом спасти её от депортации (мать Торбена, Улла Майер, была еврейкой).
В 1945 году Торбен стал чемпионом Дании среди юношей, а в 1948 году выиграл свой первый взрослый национальный чемпионат, победив в финале Курта Нильсена. На протяжении долгого времени Ульрих и Нильсен соперничали за звание лучшего теннисиста Дании; хотя удача чаще была на стороне Нильсена, Ульрих становился чемпионом Дании ещё дважды — в 1952 и 1956 годах. Также с 1948 года Торбен Ульрих начал выступления за сборную Дании в Кубке Дэвиса.
В следующие 20 лет Торбен Ульрих оставался регулярным участником международных любительских теннисных турниров, в 1949 году выиграв Кубок Макомбера в Монте-Карло, а в 1954 году — чемпионат Великобритании на твёрдых (грунтовых) кортах и чемпионат Франции в помещениях. В 1959 году Ульрих добрался в одиночном разряде до 4-го круга как в чемпионате Франции, так и на Уимблдоне (проиграв соответственно Николе Пьетранджели и Алексу Ольмедо), а в мужском парном разряде вышел с австрийцем Ладиславом Легенштайном в полуфинал Уимблдонского турнира, где уступил посеянным первыми Рою Эмерсону и Нилу Фрейзеру. Он ежегодно включался в состав сборной Дании в Кубке Дэвиса вплоть до 1961 года, в 1953 году пробившись с ней в финал Европейской зоны. В 1968 году, в возрасте 40 лет, Ульрих представлял свою страну на показательном теннисном турнире Олимпийских игр в Мехико и дошёл до четвертьфинала в одиночном разряде.
Ульрих продолжал выступления и после начала Открытой эры, присоединившись к профессиональному теннисному туру, а в 1972 году стал одним из основателей Ассоциации теннисистов-профессионалов. После начала Открытой эры его наиболее удачным выступлением был выход в полуфинал Открытого чемпионата США 1969 года в миксте, где его партнёршей была Джули Хелдман. Американо-датская пара в итоге проиграла будущим чемпионам — посеянным вторыми Маргарет Корт и Марти Риссену. Одновременно Ульрих участвовал в соревнованиях ветеранов, предназначенных для игроков в возрасте старше 45 лет, в 1976 году поднявшись в ветеранском рейтинге на первую строчку. В 1977 году, в возрасте 48 лет и 349 дней, он в последний раз сыграл за сборную Дании в Кубке Дэвиса, став одним из самых возрастных игроков в этом турнире за всю его историю; в общей сложности он отыграл в сборной 40 матчей за 20 лет и провёл больше 100 игр, одержав 31 победу при 35 поражениях в одиночном разряде и 15 побед при 21 поражении в парах. Ульрих продолжал участие в турнирах ветеранов и после 60 лет, выиграв ветеранский чемпионат США в помещениях в 1989 и 1990 годах в возрастной категории старше 60 лет и в 1993 году в категории старше 65 лет.

## Карьера в искусстве
Помимо тенниса, Торбен Ульрих проявил себя в различных видах искусства. Он был достаточно успешным живописцем, чтобы выставляться в картинных галереях, и играл на кларнете, флейте и саксофоне, записав несколько дисков в 2000-е годы с молодым джазовым пианистом Сёреном Кьергардом (тогда же вышли записи его выступлений в 1970-х годах с джаз-бандом Blue Note). У Ульриха была собственная радиопередача на радио, посвящённая джазу, а в 1950-е годы он писал джазовые обозрения для газеты Politiken.
Торбен Ульрих был также режиссёром двух документальных фильмов о теннисе. Артистическая натура Ульриха создала ему в теннисном мире репутацию чудака. Его узнаваемый имидж создавали борода и длинные волосы в стиле Чарльза Мэнсона; выступая на Уимблдонском турнире, он выбирал для тренировок время после наступления сумерек и вместо активных занятий садился медитировать посреди корта в надежде впитать побольше положительной энергии. В одном из своих матчей против Тони Роча Ульрих, вместо того, чтобы определять броском монеты, кто из соперников будет подавать первым, добровольно отдал Рочу это право, заявив, что наслаждается зрелищем его подачи.
Увлечение Торбена Ульриха теннисом и музыкой передалось его сыну Ларсу. Подростком Ларс входил в десятку сильнейших молодых теннисистов Дании и до 1980 года занимался в теннисной академии Ника Боллетьери. В дальнейшем, однако, он выбрал музыкальную карьеру, став барабанщиком и одним из основателей группы Metallica.